# Michael Masi
Michael Masi (Sydney, 1979) is een Australisch wedstrijdleider. Van 2019 tot 2022 was hij wedstrijdleider van de FIA Formule 1. Masi werd uit deze functie ontheven na een FIA-analyse van zijn falen om de juiste procedure te volgen bij de herstart na de safety car tijdens de Grand Prix van Abu Dhabi in 2021.

## Biografie
Masi werd in 1979 geboren in Sydney, Australië en is van Italiaanse komaf. Masi heeft marketing gestudeerd aan de TAFE (Technical and further education) voordat hij een rol kreeg binnen de motorsport.
Tevens was hij veiligheidsafgevaardigde en hoofd van de technische afdeling van de Formule 1. Ook bepaalde hij wanneer een Grand Prix start of wordt stilgelegd.